# 宝亀教会
宝亀教会（ほうききょうかい）は、長崎県平戸市にあるキリスト教 カトリック長崎教区の教会およびその聖堂である。ユネスコの世界遺産（文化遺産）暫定リストへ掲載が決まった「長崎の教会群とキリスト教関連遺産」を構成する教会の1つであったが、推薦段階で除外された。

## 守護聖人
聖ヨゼフ

## 沿革
- 1878年（明治11年） - 現在地より東の京崎地区の民家に御堂を設置。
- 1885年（明治18年） - 仮聖堂を建設。
- 1898年（明治31年） - この頃、マタラ神父の指導により、宝亀教会建設。
- 2000年 （平成12年）- 骨組みを残して大規模な改修工事。
- 2003年（平成15年） - 3月25日、長崎県指定有形文化財に指定。
- 2006年（平成18年） - この頃より「長崎の教会群とキリスト教関連遺産」を世界遺産に登録しようという運動が長崎県を中心として行われる。
- 2007年（平成19年） - 1月23日、「長崎の教会群とキリスト教関連遺産」の世界遺産暫定リストへの追加が決定、宝亀教会も登録候補の一つとなる。
- 2012年（平成24年） - 1月、第3回長崎県世界遺産登録推進会議において、平成の改修により真正性の奈良文書（英語版）が示す文化資材の真正性（英語版）が失われたと見做され、宝亀教会を候補から除外することが決定。

## 建物の概要
- 主構造：木造平屋
- 正面：煉瓦造
- リブ・ヴォールト天井
- 設計：不詳
- 施工：柄本庄一

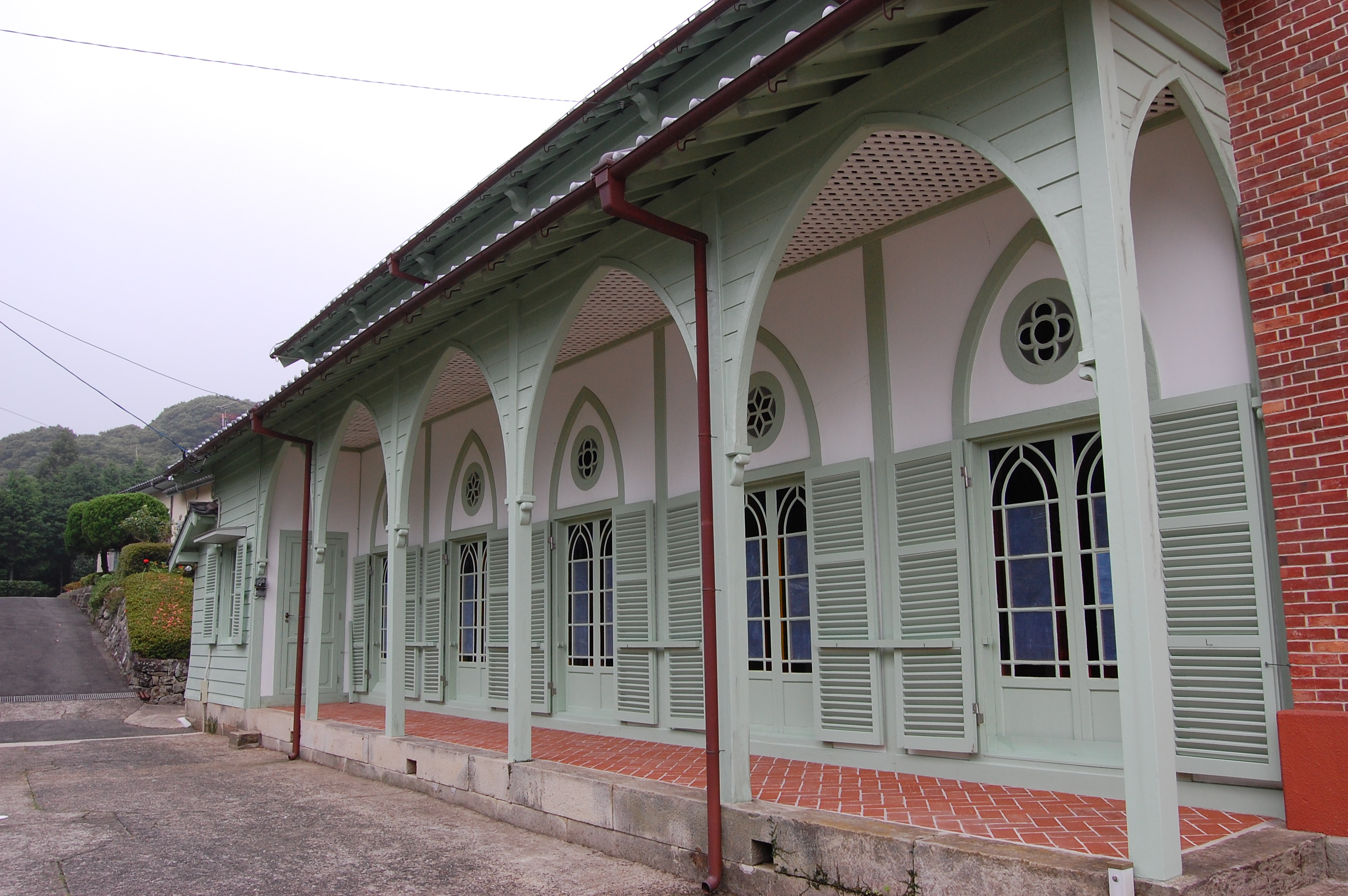
教会堂 側面

木造の主構造に正面の赤煉瓦、両側にはバルコニー風のアーケードが設けられ、扉を兼ねるガラス窓から出られる独特の構造となっている。
2000年の大修理では、全体が白く塗られた。

## 所在地
〒859-5366　長崎県平戸市宝亀町1170

## 交通アクセス
- 平戸大橋から車で約20分
- 西肥バス「宝亀」バス停から徒歩10分